# Усанов, Олег Владимирович
Олег Владимирович Усанов (род. 23 апреля 1968) — советский футболист, нападающий, полузащитник, российский игрок в мини-футбол.

## Биография
Олег Владимирович Усанов родился 23 апреля 1968 года.
В первенстве СССР играл в командах второй и второй низшей лиг «Уралмаш» Свердловск (1985—1986, 1989) и «Зауралье» / «Сибирь» Курган. В 1993 году выступал на первенстве среди КФК в зоне «Урал» и выиграл зональный кубок.
В чемпионате России по мини-футболу играл за клубы «Прихожане» Екатеринбург (1992), «АлАн» Екатеринбург (1992/93, снялся с турнира), «Феникс» Челябинск (1993/94), ВИЗ Екатеринбург (1994/95 — 1997/98).
За сборную России по мини-футболу провёл четыре матча.
Позже стал работать детским тренером в школе клуба «Урал» (с командой 2001 года рождения), МБОУ ДО ДЮСШ № 19 «Детский стадион», г. Екатеринбург. Лицензия тренера действовала до 31 декабря 2015 года.